# Delta Yukon–Kuskokwim
Delta Yukon–Kuskokwim je riječna delta koja se nalazi na mjestu gdje se rijeke Yukon i Kuskokwim ulijevaju u Beringovo more na zapadnoj obali američke države Aljaske. S površinom od oko 129,500 km2, jedna je od najvećih delti na svijetu. Veća je od delte Mississippija (koja varira između 32 400 i 122 000 kkm2); po veličini je usporediva s Grčkom (oko 132,000 km2). Delta, koju uglavnom prektiva tundra, zaštićena je kao dio nacionalnog rezervata za divlje životinje delte Yukona.
Delta ima oko 25.000 stanovnika. 85% njih su starosjedioci Aljaske: Jupici i Atabaskanci. Glavno naseljeno središte i uslužno središte je grad Bethel, s procijenjenim brojem stanovnika od oko 6219 (2011.). Bethel je okružen s 49 manjih sela, a najveća sela imaju preko 1000 stanovnika. Većina stanovnika živi tradicionalnim načinom života koji se sastoji od lova, ribolova i sakupljanja. Više od 30 posto ima gotovinske prihode znatno ispod saveznog praga siromaštva.
Područje praktički nema cesta; Putuje se malim zrakoplovima ili riječnim brodovima ljeti i motornim sanjama zimi.

U Bethelu je popravni centar Yukon Kuskokwim.
- MODISslika delte.
- Satelitska slika posljednjeg dijela delte Yukon (i sama dio delte Yukon–Kuskokwim)

## Vanjske poveznice
- Nacionalni rezervat za divlje životinje u delti Yukona
- U ruralnim selima na Aljasci obitelji se bore za preživljavanje – CNN